# Брюгге, Ян ван дер

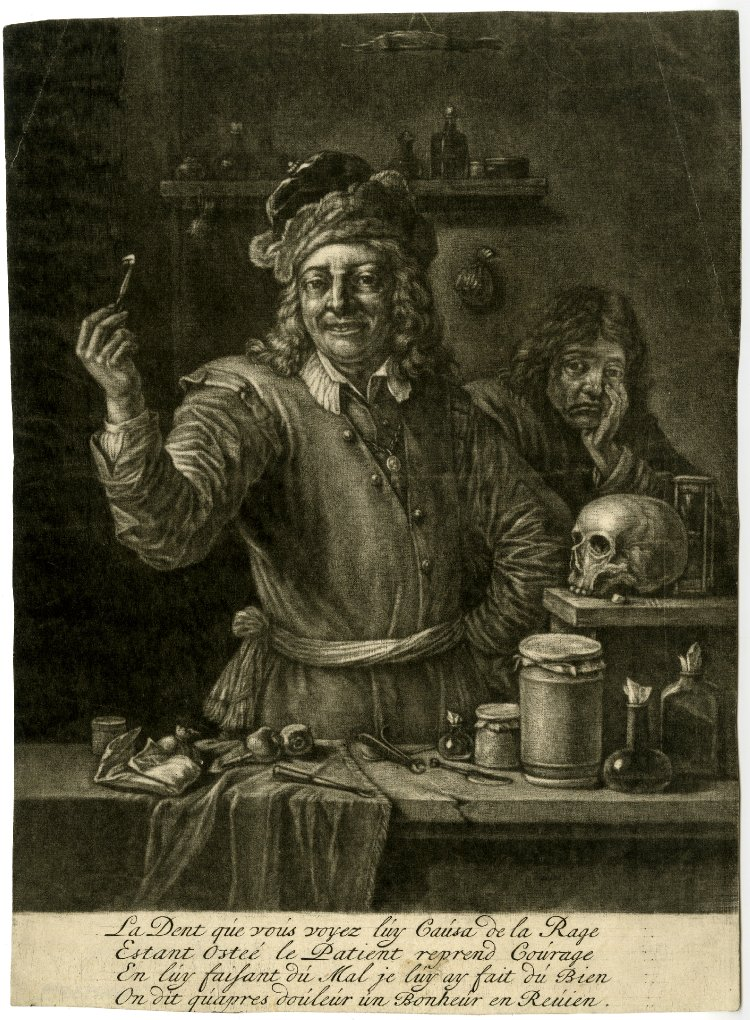
Дантист.

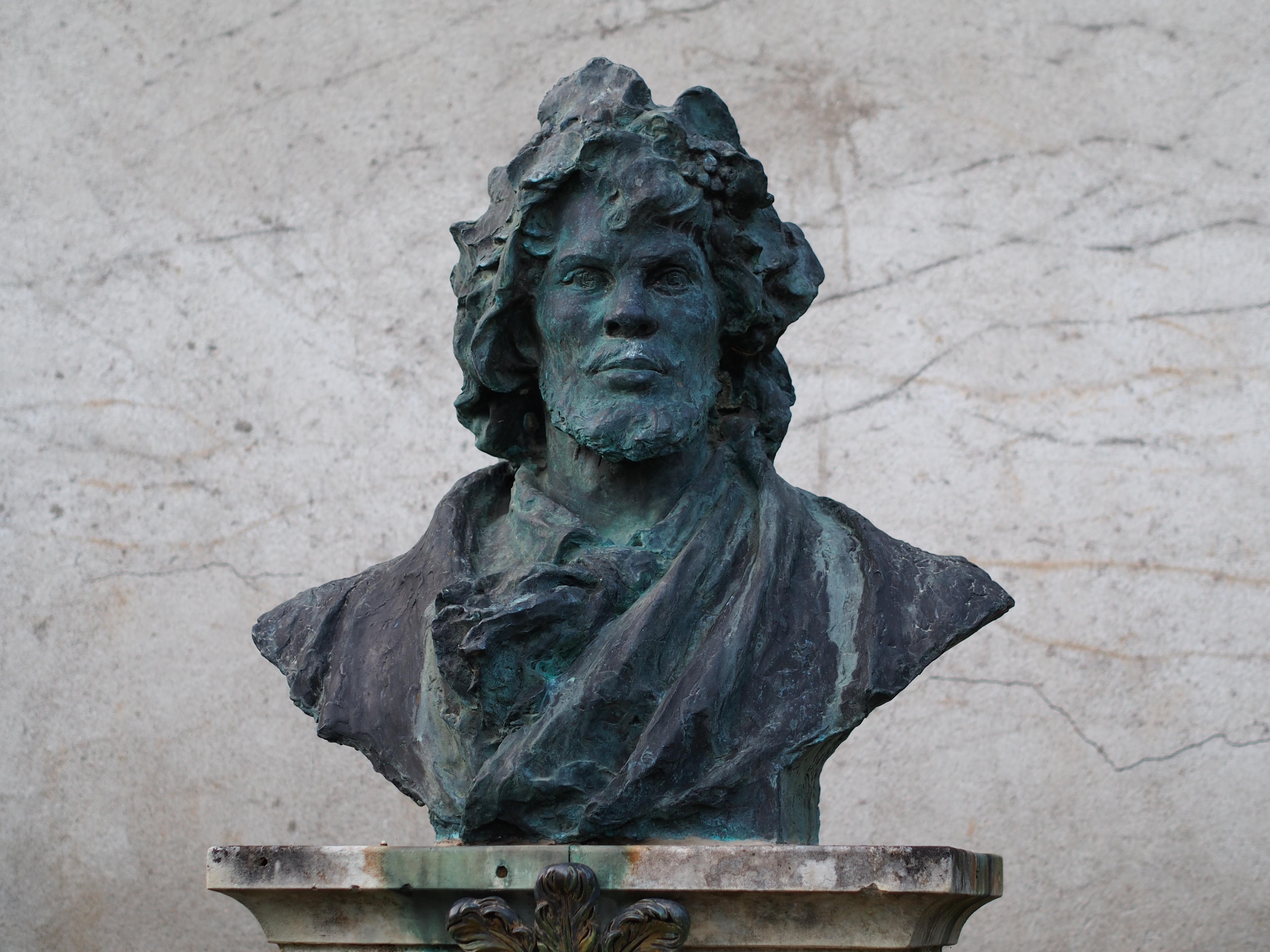
Бюст Р. Лафажа работы Брюгге

Ян ван дер Брюгге (нидерл. Jan van der Brugge; 1639, Брюссель — около 1740, Антверпен) — фламандский художник, гравёр и скульптор эпохи барокко.
По данным Нидерландского Института истории искусств, Ян ван дер Брюгге в 1679 году был членом гильдии Святого Луки в Антверпене, позже переехал в Париж, где создал серию гравюр. Некоторые из них содержали забавные подписи в стихах Лафонтена и были очень популярны у парижан.